# Liga Leumit 1961-1962
La Liga Leumit 1961-1962 è stata la 22ª edizione della massima serie del campionato israeliano di calcio.
Presero parte al torneo 12 squadre, che si affrontarono in un girone all'italiana con partite di andata e ritorno. Per ogni vittoria si assegnavano due punti e per il pareggio un punto.
L'ultima classificata sarebbe stata retrocessa in Liga Alef, mentre da quest'ultima sarebbe stata promossa la prima classificata.
L'Hapoel Petah Tiqwa si confermò campione nazionale, vincendo il titolo per la quinta volta, la quarta consecutiva.
Capocannonieri del torneo furono Shlomo Levi, dell'Hapoel Haifa, e Itzhak Nizri, dell'Hapoel Tiberiade, con 16 goal.

## Squadre partecipanti
| Club                | Città       |
| ------------------- | ----------- |
| Bnei Yehuda         | Tel Aviv    |
| Hapoel Gerusalemme  | Gerusalemme |
| Hapoel Haifa        | Haifa       |
| Hapoel Petah Tiqwa  | Petah Tiqwa |
| Hapoel Tel Aviv     | Tel Aviv    |
| Hapoel Tiberiade    | Tiberiade   |
| Maccabi Giaffa      | Giaffa      |
| Maccabi Haifa       | Haifa       |
| Maccabi Netanya     | Netanya     |
| Maccabi Petah Tiqwa | Petah Tiqwa |
| Maccabi Tel Aviv    | Tel Aviv    |
| Shimshon Tel Aviv   | Tel Aviv    |

## Classifica finale
|                     | Pos. | Squadra             | Pt | G  | V  | N | P  | GF | GS | DR  |
| ------------------- | ---- | ------------------- | -- | -- | -- | - | -- | -- | -- | --- |
| Campione di Israele | 1.   | Hapoel Petah Tiqwa  | 28 | 22 | 12 | 4 | 6  | 35 | 19 | +16 |
|                     | 2.   | Maccabi Giaffa      | 26 | 22 | 10 | 6 | 6  | 33 | 29 | +4  |
|                     | 3.   | Hapoel Tiberiade    | 25 | 22 | 11 | 3 | 8  | 43 | 31 | +12 |
|                     | 4.   | Maccabi Haifa       | 25 | 22 | 11 | 3 | 8  | 45 | 34 | +11 |
|                     | 5.   | Bnei Yehuda         | 24 | 22 | 9  | 6 | 7  | 32 | 29 | +3  |
|                     | 6.   | Hapoel Gerusalemme  | 23 | 22 | 8  | 7 | 7  | 26 | 25 | +1  |
|                     | 7.   | Hapoel Tel Aviv     | 21 | 22 | 10 | 3 | 9  | 31 | 35 | -4  |
|                     | 8.   | Hapoel Haifa        | 20 | 22 | 8  | 6 | 8  | 34 | 27 | +7  |
|                     | 9.   | Shimshon Tel Aviv   | 16 | 22 | 8  | 6 | 8  | 24 | 28 | -4  |
|                     | 10.  | Maccabi Tel Aviv    | 14 | 22 | 5  | 7 | 10 | 22 | 34 | -12 |
|                     | 11.  | Maccabi Petah Tiqwa | 13 | 22 | 5  | 6 | 11 | 14 | 30 | -16 |
|                     | 12.  | Maccabi Netanya     | 11 | 22 | 4  | 5 | 13 | 23 | 41 | -18 |

## Verdetti
- Hapoel Petah Tiqwa campione di Israele 1961-1962
- Maccabi Netanya retrocesso in Liga Alef 1962-1963
- Hakoah Ramat Gan promosso in Liga Leumit 1962-1963